# Prosthechea jauana
Prosthechea jauana är en orkidéart som först beskrevs av Germán Carnevali och Ivón Mercedes Ramírez Morillo, och fick sitt nu gällande namn av Wesley Ervin Higgins. Prosthechea jauana ingår i släktet Prosthechea och familjen orkidéer. Inga underarter finns listade i Catalogue of Life.